# Нептун Тауншип (Нью-Джерсі)
Нептун Тауншип (англ. Neptune Township) — селище (англ. township) в США, в окрузі Монмаут штату Нью-Джерсі. Населення — 28 061 особа (2020).

## Демографія
Згідно з переписом 2010 року, у селищі мешкало 27 935 осіб у 11 201 домогосподарстві у складі 6839 родин. Було 12991 помешкання
Расовий склад населення:
| - 53,2 % — білих - 38,6 % — чорних або афроамериканців - 2,3 % — азіатів - 0,3 % — корінних американців - 2,5 % — осіб інших рас |

До двох чи більше рас належало 3,1 %. Частка іспаномовних становила 9,3 % від усіх жителів.
За віковим діапазоном населення розподілялося таким чином: 20,6 % — особи молодші 18 років, 62,9 % — особи у віці 18—64 років, 16,5 % — особи у віці 65 років та старші. Медіана віку мешканця становила 42,7 року. На 100 осіб жіночої статі у селищі припадало 87,2 чоловіків;  на 100 жінок у віці від 18 років та старших — 83,5 чоловіків також старших 18 років.
Середній дохід на одне домашнє господарство  становив 80 451 долар США (медіана — 62 992), а середній дохід на одну сім'ю — 94 068 доларів (медіана — 78 214). Медіана доходів становила 51 212 долари для чоловіків та 46 925 доларів для жінок. За межею бідності перебувало 10,6 % осіб, у тому числі 14,8 % дітей у віці до 18 років та 7,1 % осіб у віці 65 років та старших.
Цивільне працевлаштоване населення становило 13 539 осіб. Основні галузі зайнятості: освіта, охорона здоров'я та соціальна допомога — 29,2 %, роздрібна торгівля — 13,0 %, науковці, спеціалісти, менеджери — 9,9 %, мистецтво, розваги та відпочинок — 8,3 %.